# Gemauerter Stein
Der Gemauerte Stein ist eine Felsformation auf einem namenlosen 601 Meter hohen Berg im Westerzgebirge bei Aue. Die Felsgruppe ist weitgehend mit Bäumen bewachsen und befindet sich im Südwesten der Stadt zwischen der Zwickauer Mulde und dem Nachbarort Zschorlau. Der Berg mit dem Gemauerten Stein gehört zu den begrenzenden Höhenzügen des Auer Talkessels.

## Name und Lagebeschreibung
Der Name der Felsgruppe leitet sich von ihrem Aussehen ab, da die Granitschichten wie eine Steinmauer in mehreren, gegeneinander versetzten Stufen vor allem nach Nordosten hin steil abfallen. Die senkrechten Wände lassen typische Verwitterungsformen mit abgerundeten Kanten erkennen, die auch Wollsäcke genannt werden. Große Teile des Berges sind mit Fichten, Kiefern, Rotbuchen oder Stieleichen dicht bewachsen. Der östliche Ausläufer des Berges wird von der Zwickauer Mulde umflossen. An den Ufern dieses Flussabschnittes gibt es eine lockere Wohnbebauung und einige Fabrikanlagen.
Der nördliche Hang ist mit den Siedlungshäuschen des Ortsgebietes Neudörfel und einigen Kleingärten erschlossen, er wird vom Zschorlaubach begrenzt.
Der westliche Ausläufer des Gemauerten Steins erstreckt sich bis in den Nachbarort Zschorlau.